# Saifeddine Alami
Saifeddine Alami Bazza (Béni Mellal, 19 novembre 1992) è un calciatore marocchino con cittadinanza spagnola, centrocampista svincolato.

## Carriera
In carriera ha giocato 6 partite nella CAF Confederation Cup, di cui 3 nella fase a gironi, 2 nei turni preliminari e una semifinale.